# Koordinátatengely
A koordinátatengelyek a koordinátageometriában a Descartes-féle koordináta-rendszer viszonyítási egyenesei. Rendszerint egymást metsző egyenesek, melyek közös metszéspontja az origó. Egyesítésük a tengelykereszt.
A síkbeli koordináta-rendszer tengelyei:
- x tengely, abszcissza
- y tengely, ordináta

Térben a harmadik tengely:
- z tengely, applikáta[3]

A földrajzi koordináta-rendszerben a szélesség és a hosszúság kapcsán nem beszélnek tengelyekről.

Két koordinátatengely: x, y  skálával
Két koordinátatengely: x, y  koordinátahálóval
Három koordinátatengely: koordinátasíkokkal

A síkbeli koordináta-rendszerben két változó közti összefüggés ábrázolható. Ha van egy harmadik változó, akkor párhuzamos projekcióval, szintvonalakkal, paraméteres görbesereggel vehető figyelembe.
Az első orientációt a tengelyek feliratozása adja az ábrázolt mennyiségekkel. A második orientációt a tengelyek metszéspontja adja. Ezt a pontot mindkét tengelyen feliratozni kell. Az alkalmazásokban előfordul, hogy az ábrázolt tengelyek nem egyeznek a koordinátatengelyekkel, hanem más alapszintet jelölnek.
A három koordinátasík térnyolcadokra, oktánsokra osztja a teret.

## Fordítás
Ez a szócikk részben vagy egészben  a   Koordinatenachse című német Wikipédia-szócikk fordításán alapul.  Az eredeti cikk szerkesztőit annak laptörténete sorolja fel. Ez a jelzés csupán a megfogalmazás eredetét és a szerzői jogokat jelzi, nem szolgál a cikkben szereplő információk forrásmegjelöléseként.